# Crónica de San Gabriel
Crónica de San Gabriel es la primera novela del escritor peruano Julio Ramón Ribeyro publicada en 1960.

## Argumento
La novela discurre sobre la vida de Lucho, un adolescente que acaba de concluir la escuela y que es llevado por uno de sus tíos a una hacienda denominada San Gabriel, en el norte de la sierra del Perú. En esta hacienda, además de conocer más la realidad de su país, se conoce a sí mismo.

## Estructura
La obra tiene 24 capítulos.

## Proceso de composición
La obra empezó a elaborarse en Munich (Alemania) en los años 1956-1957. Al respecto el autor señala: "Escribí "Crónica de San Gabriel" cuando me encontraba viviendo solo en Múnich (Alemania), sin saber alemán y en una pensión en donde era imposible comunicarse por desconocer el idioma, tampoco salía a la calle por el frío polar imperante...comencé pues a escribir para salirme del entorno en el que vivía e imaginar todo el tiempo pasando unas plácidas vacaciones en la sierra peruana. Claro que no sabía entonces que escribía una novela, sino me divertía recordando algo ameno para olvidar algo adverso".
El autor también señala, en una carta a Luis Loayza que "Durante tres meses, por lo menos, no crucé prácticamente palabra con nadie. Fue durante esos tres meses (según he verificado en mis cuadernos manuscritos) que escribí los veinte primeros capítulos de SAN GABRIEL, de un solo aliento. Nunca he vuelto a escribir con esa facilidad y velocidad. Los cuatro últimos capítulos los escribí dos años más tarde, cuando ya se había roto la atmósfera espiritual del comienzo".